# Corta Filón Norte
La Corta Filón Norte es un yacimiento minero español situado en la zona de Tharsis, dentro del término municipal de Alosno, en la provincia de Huelva. Iniciadas las labores mineras en época contemporánea, en su momento constituyó la principal explotación de la cuenca minera de Tharsis-La Zarza, si bien a día de hoy está inactiva. La corta tiene unas dimensiones actuales de unos 900 metros de longitud, 300 metros de anchura y 150 metros de profundidad.
Desde 2014 está inscrita en el Catálogo General del Patrimonio Histórico Andaluz y cuenta con la catalogación de Bien de Interés Cultural.

## Historia

### Edad Antigua
Hay constancia de que durante la Antigüedad se desarrollaron labores mineras en esta zona. Los estudios contemporáneos de las labores metalúrgicas en el área del escorial de Los Silillos han indicado que el cobre fue el metal de mayor producción durante la época romana. Se tiene constancia de que en algunas minas de Hispania los trabajos de extracción eran llevados a cabo a través de galerías subterráneas, utilizando durante el proceso complejos sistemas de norias hidráulicas para así poder mover y evacuar el agua en el interior. Los trabajos de exploración subterránea practicados en época contemporánea en el criadero de Filón Norte llevaron al descubrimiento de un conjunto de catorce de estas ruedas hidráulicas, de madera, dispuestas por parejas.

### Edad Contemporánea
La explotación del yacimiento se reactivó a mediados del siglo XIX, siendo de hecho la primera masa mineral de la zona de Tharsis que se puso en marcha. En un principio se realizaron trabajos de minería interior, de forma similar a lo ocurrido en Sierra Bullones. Sin embargo, la gran cantidad de material sin explotar llevaría, en 1866, a cambiar el método de trabajo a cielo abierto. Filón Norte constituía el principal yacimiento de las minas de Tharsis, aunque coexistía con otros, como Filón Centro o Filón Sur. Los principales trabajos se dieron con la británica Tharsis Sulphur and Copper Company Limited, propietaria de la mayoría de minas en la comarca. La vía general del ferrocarril de Tharsis llegaba hasta el área de Filón Norte, donde se levantó un complejo ferroviario. En 1890 se paralizaron las labores extractivas en Filón Norte; los trabajos se reiniciaron en 1916, si bien volverían a paralizarse de nuevo en 1921.
En 1953 se desaguó la corta y se reactivaron los trabajos en su interior, introduciéndose mejoras técnicas. Comenzaron a utilizarse excavadoras eléctricas para hacerse cargo de las labores de extracción y volquetes para el transporte hasta las instalaciones ferroviarias. A finales de la década de 1970 el complejo pasó a manos de la Compañía Española de Minas de Tharsis. A mediados de 1996, en medio de una importante crisis que atravesaba el sector de la minería, la explotación de Filón Norte fue asumida por la sociedad laboral Nueva Tharsis. En el año 2000 cesaron las actividades en la zona. A partir de entonces, tras el abandono de las minas y la falta de mantenimiento, la corta ha venido inundándose de forma progresiva; como resultado, se ha formado un lago.